# Mahfud MD
Mohammad Mahfud MD, né Mohammad Mahfud Mahmodin le 13 mai 1957 à Sampang (île de Madura), et le plus souvent désigné sous le nom de Mahfud MD, est un homme politique indonésien. Il est ministre coordinateur des Affaires politiques, juridiques et sécuritaires au sein du second gouvernement indonésien de Joko Widodo, le Cabinet Indonésie En avant.
Il a été président de la Cour constitutionnelle indonésienne, élu au Conseil représentatif du peuple sous les couleurs du Parti du réveil national (PKB) et ministre de la Défense pendant la présidence Wahid.

## Famille et formation
Mohammad Mahfud MD, connu sous le nom de Mahfud MD, est titulaire d'un master en sciences politiques et d'un doctorat en droit constitutionnel obtenu en 1993 à l'Université Gadjah Mada de Yogyakarta. Depuis 1984, il enseigne le droit constitutionnel à la faculté de droit de l'Université islamique d'Indonésie (UII) à Yogyakarta. Il a également enseigné dans plusieurs autres universités indonésiennes.
Mahfud est marié depuis 1982 et a trois enfants.

## Présidence Wahid
Mahfud a été nommé ministre de la Défense par le président Abdurrahman Wahid, le 23 août 2000. Sa nomination a donné lieu à une controverse, après que des rumeurs affirmant que la vice-présidente Megawati Sukarnoputri y était opposée, ce qui a ensuite été démenti par Mahfud.
À la suite du remaniement ministériel du 20 juillet 2001, Mahfud quitte le ministère de la Défense pour celui de la Justice et des Droits humains. Il exerce cette fonction pendant trois jours, jusqu'à la destitution de Wahid par l'Assemblée délibérative du peuple et la formation du Cabinet de Mutuelle Assistance, par la nouvelle présidente de la République, Megawati Sukarnoputri.

## Élections parlementaires de 2004
Pour les élections législatives de 2004, Mahfud est l'un des candidats du Parti du réveil national (PKB). Élu au Conseil représentatif du peuple (DPR) à l'issue de celles-ci, il y siège de 2004 à 2009.

## Juge à la Cour constitutionnelle
En 2008, Mahfud est choisi pour être juge à la Cour constitutionnelle. Lors de l'élection pour la présidence de cette cour, il bat de peu le sortant Jimly Asshiddiqie. Il démissionne alors de son mandat parlementaire.
La présidence de Mahfud à la Cour constitutionnelle a fortement attiré l'attention. Plusieurs des décisions prises par l'institution pendant cette période ont été qualifiées de progressistes et la Cour a aussi été saluée pour avoir banni corruption en son sein. Elle a également rendu des décisions qualifiées de surprenantes[Par qui ?], telles que la décision rendue fin 2012, affirmant que l'existence de l'agence de régulation du pétrole et du gaz BPMigas était anticonstitutionnelle.
Il termine son mandat de cinq ans en avril 2013 et annonce qu'il ne se représenterait pas comme juge en chef. Fin 2012, Mahfud a été de plus en plus pressenti pour être candidat à l'élection présidentielle de 2014. Plusieurs sondages ont indiqué qu'il était fortement soutenu par certains groupes d’électeurs. En novembre 2012, il a été élu à la présidence de l'Association des anciens étudiants islamiques (KAHMI), une organisation musulmane influente. Sa décision de se faire élire à la présidence de la KAHMI et d'être sélectionné face à d'autres personnalités politiques telles que Anas Urbaningrum, a été considérée comme un gage de sa crédibilité en tant que candidat potentiel à la présidence de la République.

## Présidence Widodo
Il est nommé ministre coordinateur des Affaires politiques, juridiques et sécuritaires au sein du Cabinet Indonésie En avant de la seconde présidence de Joko Widodo,.

## Opinions
Mahfud est connu en tant que commentateur politique. Il discute souvent des questions relatives aux droits humains en Indonésie.
Ses opinions, par exemple sur les droits des athées et des communistes en Indonésie, ont provoqué un tollé mi-2012 lorsqu'il a affirmé que personne ne devrait être puni pour être athée ou communiste. Il a rappelé par la suite à ses détracteurs qu'en vertu de la loi indonésienne ceux-ci ne peuvent être poursuivis et punis que dans l'unique cas où ils agiraient en menaçant l'idéologie nationale du Pancasila (dont l'un des cinq principes est la croyance en un Dieu unique), délit dont ils pourraient se rendre coupables en exprimant publiquement leurs opinions, par exemple en faisant revivre le Parti communiste indonésien ou en fondant une organisation athée,.
En septembre 2012, il a critiqué une proposition de l'Agence nationale antiterroriste visant à certifier des religieux et des érudits islamiques comme moyen de minimiser le risque de radicalisation.